# Gerrit Schellens
Gerrit Schellens (Lommel, 22 juli 1966) is een Belgisch triatleet. Hij werd tweemaal Europees kampioen (2004, 2005), won zesmaal de triatlon van Almere (2002, 2003, 2004, 2005, 2008 en 2010) en driemaal de triatlon van Stein. Zijn sterkste onderdeel is het hardlopen. Regelmatig verslaat hij zijn tegenstanders in dit laatste onderdeel van de triatlon.
Gerrit doet sinds 1992 aan triatlons. Hij is van oorsprong Nederlander (Nederlandse vader) en in 1999 tot Belg genaturaliseerd om zo mee te kunnen doen aan het Europees kampioenschap en later het wereldkampioenschap. Hij werkte in een matrassenfabriek en werd in 2006 professioneel triatleet.
Hij won tweemaal de Ironman South Africa. In de slotkilometers troefde hij de lokale favoriet Raynard Tissink af. Wegens een blessure (stressfractuur in zijn voet) kon hij in 2008 zijn derde Ironman titel in Zuid-Afrika niet verdedigen. Later dat jaar had hij te kampen met een liesblessure en botste tijdens een training tegen een auto waardoor hij niet kon deelnemen aan de Ironman Hawaï (WK). "Ik ga nog wel een jaartje door, maar Hawaï is een afgesloten hoofdstuk. Het is er altijd iets. Het eerste jaar werd ik uitgesloten, dan was ik ziek, en nu dit. Ik wil volgend jaar wel nog enkele andere Ironmans doen." 
Op 24 augustus 2009 kwam Schellens zwaar ten val op training. Hij had wonden aan zijn hoofd en schouder opgelopen. Hij was van plan eind 2009 een punt te zetten achter zijn carrière, maar na de val besliste de toen 43-jarige triatleet zijn profcarrière te stoppen. Een paar maanden later begon het toch weer te kriebelen bij de atleet. Met een vijfde plek bij de Ironman van Lanzarote, een tweede plek bij de Triathlon van Stein (NK Lange afstand) en een overwinning bij de triatlon van Almere is hij nog steeds succesvol.
In 2013 nam hij deel aan de marathon van Antwerpen waar hij als zevende eindigde in 2:38.55.
2014 is het jaar van zijn comeback in de triatlon. 
Hij werd lid van het semi-pro triatlonteam "Karhu Testteam". Hier maakt hij deel uit van het A-team.

## Titels
- Europees kampioen triatlon (3OD) - 2004, 2005

## Belangrijkste prestaties
| Jaar | Plek | Wedstrijd                       | Tijd    | afstand       |
| ---- | ---- | ------------------------------- | ------- | ------------- |
| 2014 | 3e   | Triathlon Stein (NL) Ocean Lava | 4:04.21 | halve afstand |
| 2010 | 5e   | Ironman Switzerland             | 8:38.26 | lange afstand |
|      | 4e   | Ironman Lanzarote               | 8:56.58 | lange afstand |
|      | 1e   | Triatlon van Almere             | 8:19.05 | lange afstand |
| 2008 | 1e   | Triatlon van Almere             | 8:38.25 | lange afstand |
| 2007 | 1e   | Ironman South Africa            | 8:38.26 | lange afstand |
|      | 7e   | EK lange afstand in Brasschaat  | 3:49.07 | 2OD           |
|      | 2e   | Ironman Austria                 | 4:00.04 | 70.3          |
| 2006 | 1e   | Ironman South Africa            | 8:36.06 | lange afstand |
|      | 23e  | WK lange afstand in Canberra    | 6:28.40 | 4/120/30      |
|      | 3e   | EK lange afstand in Almere      | 5:39.00 | 3OD           |
|      | 3e   | Ironman Lanzarote               | 9:01.04 | lange afstand |
|      | 3e   | Ironman Switzerland             | 8:30.01 | lange afstand |
| 2005 | 1e   | triatlon van Almere             | 8:11.52 | lange afstand |
|      | 1e   | EK lange afstand in Säter       | 5:48.49 | 3OD           |
|      | 7e   | WK lange afstand in Fredericia  | 5:46.22 | 4/120/30      |
|      | 26e  | Ironman Hawaï (WK)              | 8:47.34 | lange afstand |
|      | 3e   | Ironman Lanzarote               | 8:59.23 | lange afstand |
| 2004 | 1e   | EK lange afstand in Immenstadt  | 6:49.00 | 3OD           |
|      | 1e   | Almere                          | 8:17.15 | lange afstand |
|      | 4e   | Ironman Lanzarote               | 8:55.56 | lange afstand |
|      | 11e  | WK lange afstand in Säter       | 6:00.56 | 4/120/30      |
| 2003 | 3e   | EK lange afstand in Fredericia  | 5:49.32 | 3OD           |
|      | 1e   | Almere                          | 8:20.53 | lange afstand |
|      | 4e   | Ironman Lanzarote               | 9:05.30 | lange afstand |
|      | DNF  | Ironman Hawaï (WK)              | NVT     | lange afstand |
| 2002 | 1e   | Almere                          | 8:28.02 | lange afstand |
|      | 10e  | Ironman Switzerland             | 8:19.23 | lange afstand |
| 2001 | 3e   | Almere                          | 8:29.07 | lange afstand |
| 2000 | 6e   | Almere                          | 8:30.01 | lange afstand |
|      | 3e   | Ironman Middelkerke             | ?       | lange afstand |
|      | 17e  | WK lange afstand in Nice        | 6:40.14 | 4/120/30      |
| 1999 | 5e   | Almere                          | 8:09.28 | lange afstand |
| 1998 | 5e   | Ironman Middelkerke             | 8:52.33 | lange afstand |